# 거친털오시쿠도
거친털오시쿠도(Oxymycterus hispidus)는 비단털쥐과에 속하는 남아메리카 설치류이다. 아르헨티나와 브라질의 대서양림에서 발견된다.